# 戈賴 (穆羅瓦尼庫里利夫齊區)
48°45′34″N 27°49′17″E / 48.75944°N 27.82139°E
戈賴（烏克蘭語：Горай），是烏克蘭的村落，位於該國西南部文尼察州，由莫希利夫-波季利斯基區負責管轄，始建於1918年，面積1.28平方公里，海拔高度249米，2001年人口291，人口密度每平方公里228.06人。